# Szlak Pamięci Żydów Lubelskich

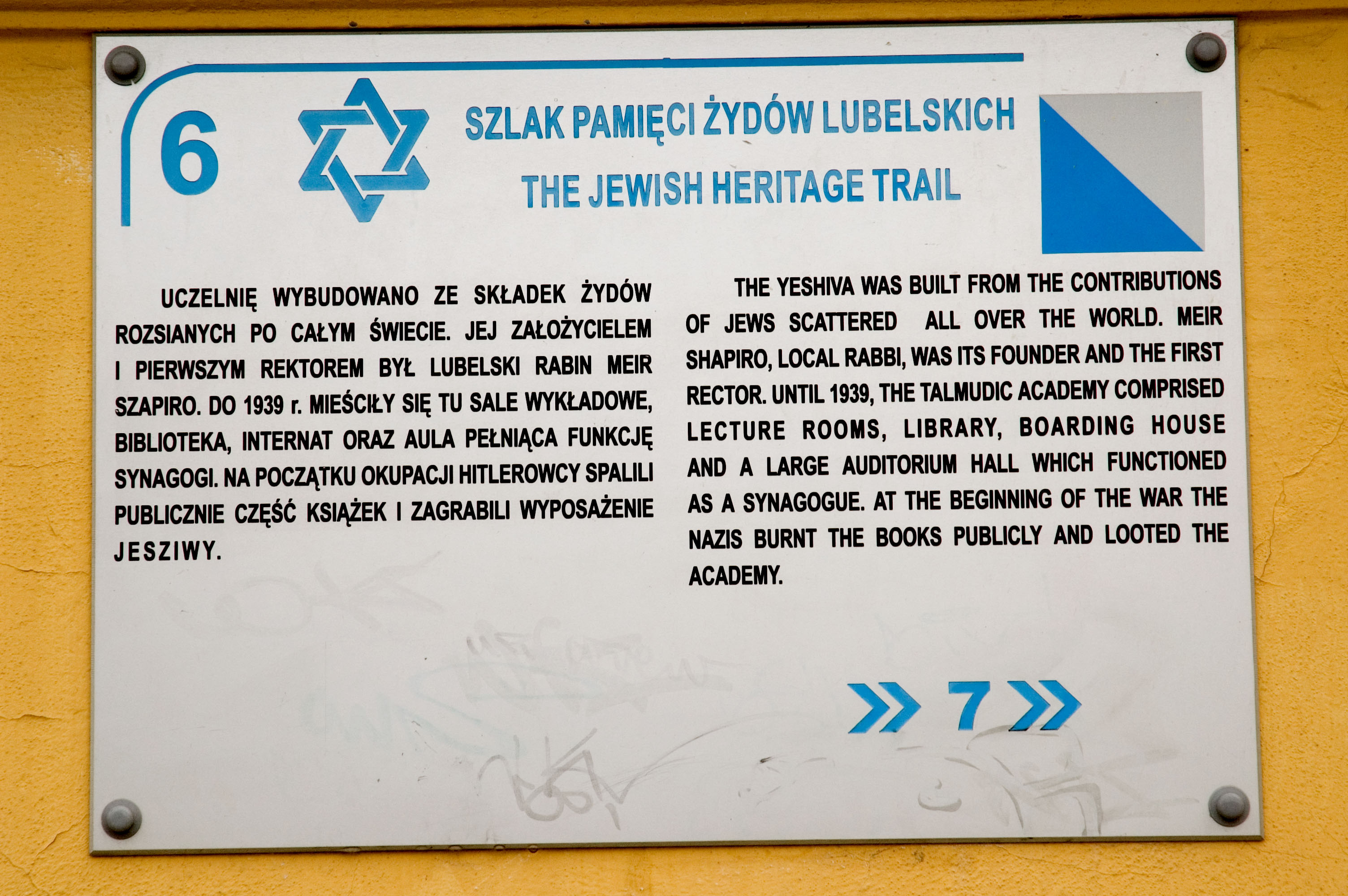
Tablica informacyjna

Szlak Pamięci Żydów Lubelskich – szlak turystyczny o długości 2,5 kilometra, przebiegający przez miejsca związane z historią i kulturą żydowskiej społeczności w Lublinie. Szlak został otwarty 29 czerwca 2001 roku.
Trasa rozpoczyna się u podnóża Zamku Lubelskiego i obejmuje 13 przystanków:
- Przystanek 1: Kamienny obelisk na Placu Zamkowym.
- Przystanek 2: Zamek Lubelski.
- Przystanek 3: Miejsce dawnego kompleksu synagogalnego.
- Przystanek 4: Stary cmentarz żydowski.
- Przystanek 5: Nowy cmentarz żydowski.
- Przystanek 6: Jeszywas Chachmej Lublin.
- Przystanek 7: Szpital Żydowski.
- Przystanek 8: Żydowski Dom Ludowy.
- Przystanek 9: Synagoga Chewra Nosim.
- Przystanek 10: Pomnik Ofiar Getta.
- Przystanek 11: Budynek dawnej siedziby Centralnego Komitetu Żydów w Polsce oraz Wojewódzkiego Komitetu Żydów w Lublinie.
- Przystanek 12: Żydowski Dom Starców i Sierot.
- Przystanek 13: Brama Grodzka.

Wszystkie obiekty są oznaczone specjalnymi tablicami z tekstem w języku polskim i angielskim.